# 千の顔を持つ英雄
『千の顔を持つ英雄』（原題: The Hero with a Thousand Faces）は、アメリカの神話学者であるジョーゼフ・キャンベルの著作。1949年初刊。

## 概要
比較神話学の観点から、世界の神話に見られる基底構造について考察している。

## 日本語訳
- 新訳『千の顔をもつ英雄』、倉田真木・斎藤静代・関根光宏訳、ハヤカワ文庫（上下）、2015年